# Эр Шунь
Эр Шунь (кит. упр. 二顺, пиньинь Èr Shùn, англ. Er Shun,  родилась 10 августа 2007 году) — большая панда, которая проживает в Торонтском зоопарке. Была взята в аренду Торонтским зоопарком в 2013 году, вместе с самцом Да Мао.

## Биография
26 марта 2013 года в 10:45 (по торонтскому времени) самолёт с двумя пандами приземлился в аэропорту Торонто. Панд сопровождал опытный ветеринар и два его помощника. Пандам устроили торжественную встречу на посадочной полосе. Сперва школьным оркестром из Оттавы был исполнен гимн Канады. Там же присутствовал премьер-министр Канады Стивен Харпер со своей супругой Лорин. Там же присутствовал посол КНР в Канаде Чжан Цзюньсай.
За каждый год аренды канадское правительство платит Китаю 1 миллион долларов. Китай же посылает сотни килограммов яблок и бамбука для пропитания панд.

### Рождение детёнышей
Эр Шунь была искусственно оплодотворена в апреле 2015 года. К такому методу пришлось прибегнуть из-за того, что Да Мао, постоянный партнёр Эр Шунь, не проявлял интереса к самке. Была использована сперма сразу троих самцов. Куратор зоопарка Мария Франке выразила надежду, что всё получится и тогда это будет первый случай рождения панды в истории Канады. В сентябре панда и её эмбрионы были обследованы доктором, установившим, что у обоих зародышей бьётся сердце.
Эр Шунь родила двойняшек утром 13 октября 2015 года в 3:31 и 3:44 утра: мальчика Цзя Паньпань и девочку Цзя Юэюэ. Это первый случай рождения панды за всю историю Канады.